# 阿达尼玛扎巴
阿达尼玛扎巴（？—1904年）藏族，今西藏自治区林芝县八一镇人，工布地方的民兵首领。在第二次英国侵藏战争中，于乃宁寺大血战中阵亡。

## 生平
1903年，英国发动第二次侵藏战争。西藏噶厦紧急调集藏军及大批民兵分赴前线。1903年藏历10月1日，阿达尼玛扎巴率民兵出征。
1904年4月11日，英军进至江孜宗辖境。此时，西藏噶厦陆续调集藏军、僧兵、民兵共约16000人，增兵江孜方向。藏军总指挥噶伦宇妥·彭措班丹率一部兵力驻扎尼木之亚德；以藏军一部布防日喀则、仁布一线，以藏军一部布防浪卡子一带，作为第二道防线；以藏军代本敏林巴等人率民兵一部经浪卡子、热隆出康马，袭扰英军的后勤供应线。
1904年6月，藏军代本敏林巴率工布等地的民兵，进占江孜、少岗间的乃宁寺，威胁英军后勤补给线。工布民兵在康马、少岗之间设伏，歼灭二、三十名英军。为保障后勤补给线畅通，英军自少岗、江洛两地分别出动，南北夹击乃宁寺。西藏民兵与英军展开激战，英军用炮火轰破乃宁寺围墙、冲入寺内之后，民兵与英军展开肉搏。工布地区民兵首领阿达尼玛扎巴兄弟二人及康区民兵多朵布等人，用刀劈死英国军官则娜·色赫（旧译“杂尼萨海”），共歼敌120余名。阿达尼玛扎巴兄弟、多朵布及众多民兵阵亡。
阿达尼玛扎巴的家乡——西藏自治区林芝县觉木乡（今八一镇），藏历每年10月1日（即阿达尼玛扎巴出征之日），藏民都会举办跑马、射箭等活动，以纪念为抗英而牺牲的阿达尼玛扎巴兄弟二人。